# Logica
Logica — колишня мультинаціональна консалтинг-компанія з головним офісом у місті Редінг (Велика Британія). 30 травня 2012 року компанія була придбана CGI Group за 1,7 мільярдів фунтів стерлінгів готівкою.
Компанія мала офіси у багатьох великих містах Великої Британії, зокрема у Лондоні, і філії у різних куточках світу.